# Belügyminisztérium
Magyarországon a Belügyminisztérium (rövidítése: BM) a közigazgatási struktúra egyik minisztériuma, országos illetékességű költségvetési szerv.

## Központi épülete

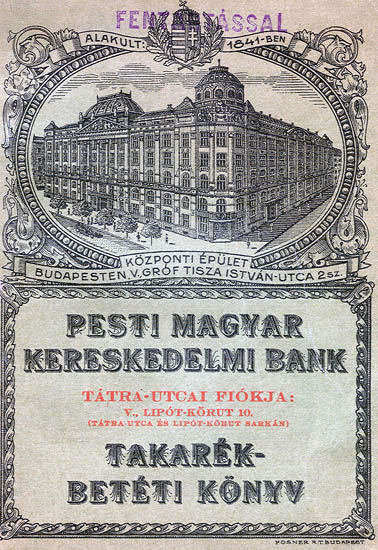
A minisztérium épülete a Pesti Magyar Kereskedelmi Bank 1930-as években nyomtatott takarékbetétkönyvén (eredetileg ezen bank székházának épült)

A minisztérium központi épülete Budapesten, a Szentháromság téren van (I. kerület Szentháromság tér 6). Az épület eredetileg is irodaháznak épült, a Pesti Magyar Kereskedelmi Bank székháza volt 1950-ig. Tervezője Quittner Zsigmond. A homlokzaton található két felirat az egykori bank alapítására (1841) illetve az épület átadásának évére (1905) utal, római számokkal. 
1953-ban a Jászai Mari téri  belügyminisztériumi épület („Fehér Ház”) átadása után az egykori ÁVH-s részlegek jelentős része a József Attila utcai épületkomplexumban nyert elhelyezést. Ennek köszönhetően 1956. október végétől fegyveres harcok helyszíne volt: az épület József Attila utcai szárnyában  Kardos György vezetésével 2-300 fős karhatalmi csapat harcolt a felkelők ellen.

## Története
Elődjét 1848. április 11-ével hozták létre. 2006-ig működött ezen a néven, amikor a funkcióit két részre bontották: létrejött a korábbi Igazságügyi Minisztériummal összevont Igazságügyi és Rendészeti Minisztérium és az Önkormányzati és Területfejlesztési Minisztérium (2008-tól Önkormányzati Minisztérium). A második Orbán-kormány 2010-ben újra létrehozta a Belügyminisztériumot.

## Feladat- és hatásköre
A BM az ország működésének biztosítása érdekében jogszabály-előkészítő és irányító feladatokat lát el. Bizonyos esetekben hatósági és fellebbviteli tevékenységet végez az alábbi területeken:
- a közbiztonsággal és a belső rend védelmével kapcsolatos rendőri és rendészeti tevékenységek, ideértve az országhatár biztonságának szavatolását,
- a polgári titkosszolgálatok, így különösen az AH, a TEK és az NBSZ felügyelete,
- igazgatásrendészeti, szabálysértési, lakás-, helyiség- és településgazdálkodási kérdések,
- tűzvédelem, polgári védelem, katasztrófavédelem felügyelete,
- állampolgársági és menekültügyek,
- egyes országos személyi alapnyilvántartások, a minősített adatok védelmének felügyelete.
- az 5. Orbán-kormány megalakulása után bővültek a feladatok a közneveléssel, az egészségüggyel és a szociálpolitikával is [5] [6]

A BM másik nagy területe az önkormányzatok segítése. E területén ellátja különösen:
- a helyi önkormányzatokkal kapcsolatos kormányzati feladatok összehangolását, például a jogi, fejlesztési és koordinációs feladatok, az államháztartást érintő kérdések stb.,
- a helyi önkormányzatoknak juttatott összkormányzati támogatások koordinálását.

A minisztérium létszáma 346 fő.

## Szervezete

### Hivatali tevékenységet segítő szervezetek
- Nemzeti Védelmi Szolgálat (korábban Rendvédelmi Szervek Védelmi Szolgálata)
- Belügyi Szemle[halott link] szerkesztősége
- Központi Gazdasági Főigazgatóság
- Központi Beszerzési Iroda
- Beruházási Iroda
- Számviteli és Nyugdíj-megállapító Hivatal
- BM Kiadó
- BM Duna Palota Művelődési Központ

### Országos hatáskörű önálló szervek
- Rendőrség (ORFK)
- Terrorelhárítási Központ (TEK)
- Nemzeti Védelmi Szolgálat (NVSZ)
- Terrorelhárítási Információs és Bűnügyi Elemző Központ (TIBEK) Így működik...
- Országos Katasztrófavédelmi Főigazgatóság (OKF)
- Alkotmányvédelmi Hivatal (AH)
- Nemzetbiztonsági Szakszolgálat (NBSZ)
- Nemzeti Közszolgálati Egyetem (NKE) – korábban Rendőrtiszti Főiskola (RTF)
- Országos Idegenrendészeti Főigazgatóság (OIF)
- Büntetés-végrehajtás Országos Parancsnoksága (BV)

A Határőrség, amely szintén önálló országos hatáskörű szerv volt, 2008. január 1-jén beolvadt a Rendőrségbe.